# Cassa di Risparmio di Savigliano
La Cassa di Risparmio di Savigliano S.p.A. è un istituto di credito piemontese sorto nel 1858 per aumentare la diffusione del credito tra i piccoli imprenditori, artigiani e contadini.

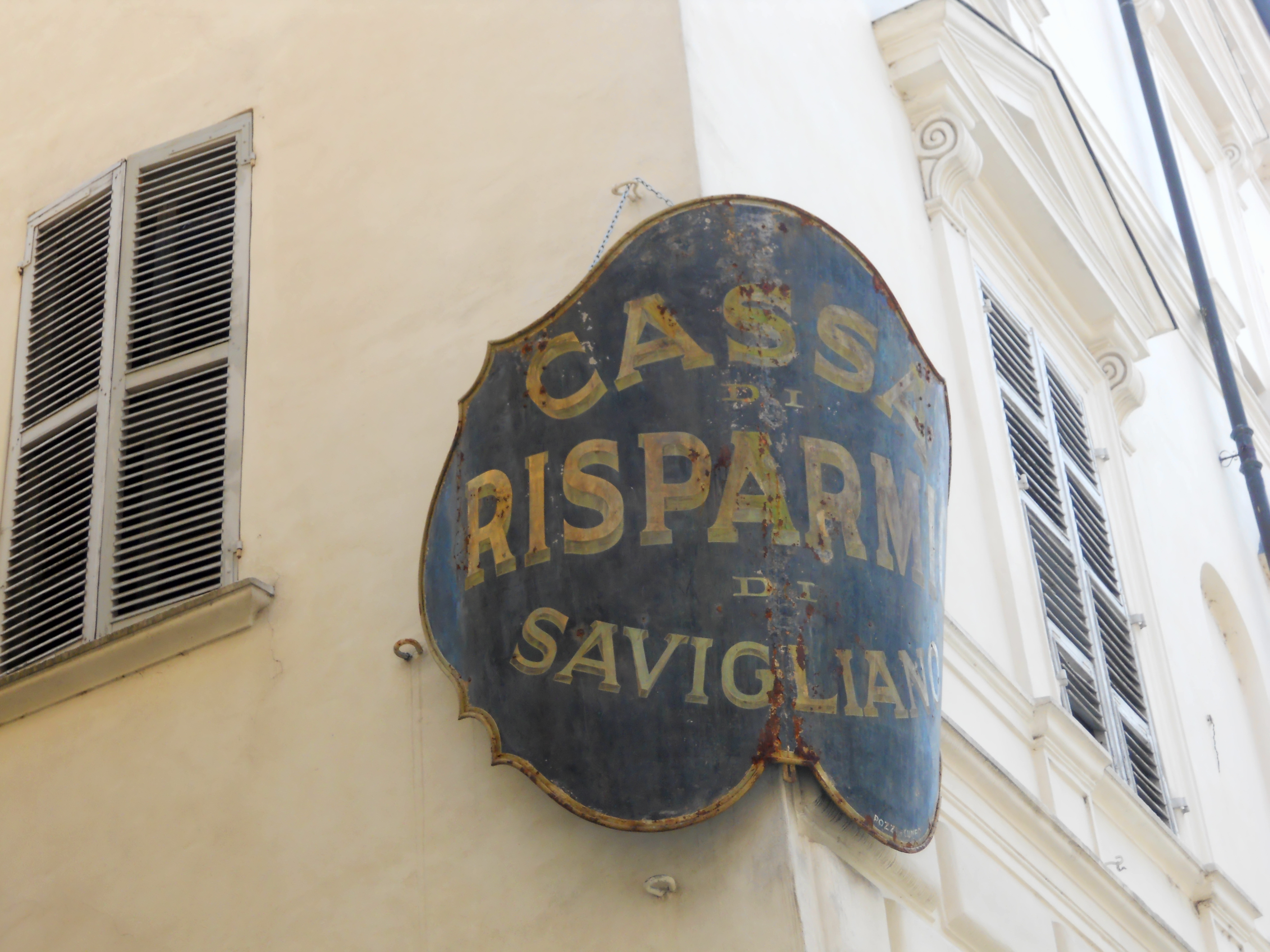
Vecchia insegna all'angolo di Palazzo Taffini

La banca ha sede a Savigliano in piazza del Popolo 15 ed è proprietaria dello storico Palazzo Taffini d'Acceglio, esempio di barocco piemontese risalente alla prima metà del Seicento, utilizzato come sede di rappresentanza, oltre che per numerose iniziative culturali.
La Cassa di Risparmio di Savigliano oltre alla sede di Savigliano può contare su altri 24 sportelli (di cui 15 nella sola provincia di Cuneo e 9 nella provincia di Torino) per un organico totale di 199 unità.
Gli azionisti sono la Fondazione Cassa di Risparmio di Savigliano (68,99%) e BPER (31,01%)